# Sorte Madonna af Częstochowa
Den Sorte Madonna af Częstochowa også kaldet Den Sorte Maria er et maleri af
Jomfru Maria med Jesus-barnet på armen. Det er Polens nationalhelligdom og opbevares i Jasna Góra-klosteret i byen Częstochowa i det sydlige Polen bag et gitter i et 300 år gammelt sort, sølvbeslået alter. Legenden fortæller ifølge Translatio tabulæ, der opbevares i klosteret, at det er malt på en bordplade fra Jesu hjem i Nazareth af den Lukas, der også tillægges forfatterskabet til Lukasevangeliet. Figurernes mørke hud er ikke tilsigtet, men skyldes ikonens høje alder.
Ikonen skulle være kommet til Jasna Góra-klosteret i 1384 fra Jerusalem via Konstantinopel.
I 1430 blev ikonen ødelagt under hussitterkrigen, da bøhmiske hussitter trængte ind i klostret og huggede billedet i stykker. Det lykkedes kongens restauratorer i Krakow at samle ikonen og male en ny madonna på den restaurerede baggrund. Der er stadig mærker efter sabelhug på Jomfru Marias kind.
katolikker mener, at ikonen kan helbrede syge og siger, at ikonen i 1655 redede klosteret fra at blive erobret af den svenske hær, efter at resten af Polen havde overgivet sig:
Ikonet blev flyttet i hemmelighed til slottet i Lubliniec og senere til det Paulinske kloster i Mochów mellem byerne Prudnik og Głogówek. 3000 svenske soldater havde omringet Jasna Góra-klosteret; men 170 polske soldater, 20 adelsmænd og 70 munke formåede at beskytte klosteret, der af en svensk general blev kaldt for hønsehuset. Efter 40 dage hævede svenskerne belejringen. Det fik resten af landet til at gøre oprør mod svenskerne, og året efter kunne den polske konge Johannes Kasimirus i katedralen i Lvov (nu i Ukraine) krone Jomfru Maria til dronning over den polske nation.
Siden har ikonen haft en stor symbolværdi for det polske folk. Fra 1795 til 1918, hvor Polen ikke eksisterede som selvstændig nation, var den Sorte Madonna et samlingspunkt for polakkerne og et symbol på den polske frihedslængsel og identitet. I 1956 fejrede de midt under det kommunistiske diktatur 300-året for Madonnaens ophøjelse til Polens dronning. Der blev til ikonens ære læst en bøn i overværelse af 1 million mennesker. Bønnen var forfattet af kardinal Wyszynski, der sad fængslet for sin kamp mod kommunismen.
Pave Johannes Paul 2. placerede efter attentatforsøget mod sig i 1982 den ene af de kugler, der havde ramt ham, ved ikonen i taknemmelighed over, at Jomfru Maria havde forhindret, at han blev slået ihjel.
Den katolske kirke arrangerer flere gange årligt pilgrimsrejser til Częstochowa, og op imod fire millioner pilgrimme besøger klosteret hvert år. Den 15. august, der fejres som Jomfru Marias optagelse i himmelen, er årets største pilgrimsdag. Processioner med op imod 50.000 pilgrimme kommer til byen.
At ikonen skulle være malet af Lukas harmonerer ikke med, at den er af byzantinsk oprindelse og udført mellem det 6. og det 9. århundrede.